# Acrobasis minutalis
Acrobasis minutalis is een vlinder van de familie van de snuitmotten (Pyralidae). De wetenschappelijke naam van deze soort is voor het eerst voorgesteld door Jan Asselbergs in een publicatie uit 2008.
De soort komt voor in de Verenigde Arabische Emiraten en Oman.